# Масовна обмана
Масовна обмана, хоакс (енгл. hoax) или патка, било је каква превара која има за циљ лажно представљање и обману људи.

## Информационе технологије
У информационим технологијама, хоакс представља сваку поруку која лажним информацијама наводи корисника да ода поверљиве податке или без оправданог разлога предузме неку радњу.
Најчешће се ради о крађи приступних података банковном рачуну, али уобичајени су и ланчани имејлови који упозоравају кориснике о непостојећим претњама или их наговарају да предузму неку деструктивну радњу на свом рачунару. 
Најпознатији облици преваре траже од примаоца да преко свог банковног рачуна пребаци мању своту новца на неки други рачун. Корисници, примамљени богатим провизијама често остану без новца, дајући непознатој страни податке о приступу својем рачуну или несвесно суделују у илегалној новчаној трансакцији. Међу ређим облицима налазе се ланци среће (или несреће) и вести о лажним вирусима.
Просечна превара препознатљива је по изразито драматичном тону и тексту који на сензационалистички начин говори о некој невероватној појави. Обично се оправдава изјавом у самом тексту у којој аутор употребљава изразе као „знам да звучи невероватно“ или „зачудиће вас ово што вам пишем“ како би задобио поверење корисника. Крајњи корисници треба да приступају оваквим порукама на крајње пажљив начин, па ако имају реалан разлог да верују да је порука аутентична, треба да покушају да провере идентитет пошиљаоца. Свако одбијање да се одају детаљи о идентитету или инсистирање на коришћењу контактних информација одвојених од адресе пошиљаоца упућују на превару.